# Neurogymnurus
Genre
Espèces de rang inférieur
- † Neurogymnurus cayluxi Filhol, 1877
- † Neurogymnurus indricotherii Lopatin, 1999

Synonymes
- † Cayluxotherium Filhol 1880

Neurogymnurus est un genre fossile de gymnures (animaux apparentés aux hérissons, de la sous-famille des Galericinae).

## Classification
Le genre Neurogymnurus est décrit en 1877 par Henri Filhol,.

## Liste des espèces
- Neurogymnurus cayluxi Filhol, 1877 (syn. Cayluxotherium elegans Filhol, 1880[3]) date de l'Oligocène et a été trouvé dans des phosphorites du Quercy, en France.

- Neurogymnurus indricotherii Lopatin, 1999[4] date de l'Oligocène et du début du Miocène et a été trouvé au Kazakhstan.

### Publication originale
- H Filhol - 1877. Recherches sur les phosphorites du Quercy: étude des fossiles qu'on y rencontre et spécialement des mammifères